# Rapid Eye Movement (album)
Rapid Eye Movement is derde studioalbum van de Poolse band Riverside. Het album bestaat uit een mix van progressieve rock en metal. Rapid Eye Movement is het slot van de Reality Dream trilogie. De titel verwijst naar rapid eye movement-periode gedurende de slaap. De hoofdpersoon op het album bevindt zich in het stadium waarin hij/zij geen onderscheid kan maken tussen droom en werkelijkheid (goed en kwaad). De band lichtte toe dat het album uit drie delen bestaat Fearless, Fearland en bonusmateriaal. Ze vonden in 3 een geluksgetal; Fearless en Fearland bestaan uit 9 (3x3) tracks; de titel bestaat uit drie woorden; en deel 3 van een trilogie. Het album werd opgenomen in de Toya Studio (april 2007) en de Serakos Studio (maart-juni 2007)
Het album haalde in Nederland de Album top 100 met twee weken notering; hoogste positie 73 (België geen notering).

## Musici
- Piotr Grudzinski – gitaar
- Mariusz Duda – zang, basgitaar, akoestische en elektrische gitaar;
- Michael Lapaj - toetsen
- Piotr Kozieradzki - slagwerk

## Muziek
Rapid Eye Movement komt in twee uitvoeringen; een enkel-CD en dubbel-CD; muziek is van de band; teksten van Duda.
| Nr. | Titel                            | Duur  |
| --- | -------------------------------- | ----- |
| 1.  | Fearless: Beyond the Eyelids     | 7:56  |
| 2.  | Fearless: Rainbow Box            | 3:37  |
| 3.  | Fearless: 02 Panic Room          | 5:29  |
| 4.  | Fearless: Schizophrenic Prayer   | 4:21  |
| 5.  | Fearless: Parasomnia             | 8:10  |
| 6.  | Fearland: Through the Other Side | 4:06  |
| 7.  | Fearland: Embryonic              | 4:10  |
| 8.  | Fearland: Cybernetic Pillow      | 4:46  |
| 9.  | Fearland: Ultimate Trip          | 13:13 |

| Nr. | Titel                            | Duur |
| --- | -------------------------------- | ---- |
| 1.  | Fearless: Beyond the Eyelids     |      |
| 2.  | Fearless: Rainbow Box            |      |
| 3.  | Fearless: 02 Panic Room          |      |
| 4.  | Fearless: Schizophrenic Prayer   |      |
| 5.  | Fearless: Parasomnia             |      |
| 6.  | Fearland: Through the Other Side |      |
| 7.  | Fearland: Embryonic              |      |
| 8.  | Fearland: Cybernetic Pillow      |      |
| 9.  | Fearland: Ultimate Trip          |      |

| Nr. | Titel                 | Duur |
| --- | --------------------- | ---- |
| 1.  | Behind the Eyelids    |      |
| 2.  | Lucid Dream IV        |      |
| 3.  | 02 Panic Room (remix) |      |
| 4.  | Back to the River     |      |
| 5.  | Rapid Eye Movement    |      |

De track Back to the River, laat op 4:32 het motief horen van Pink Floyds Shine On You Crazy Diamond. 
\